# António José Cavaco Carrilho

Wappen von António José Cavaco Carrilho

António José Cavaco Carrilho (* 11. April 1942 in Loulé, Portugal) ist ein portugiesischer Geistlicher und emeritierter römisch-katholischer Bischof von Funchal.

## Leben
Nach dem Besuch des Priesterseminars der Diözese Porto empfing er am 28. Juli 1965 die Weihe zum Priester. Das Bistum blieb Stätte seines seelsorgerischen Wirkens.
Am 22. Februar 1999 wurde er zum Weihbischof in Porto und Titularbischof von Tamalluma ernannt.  Die Bischofsweihe spendete ihm der Bischof von Faro, Manuel Madureira Dias, am 29. Mai desselben Jahres. Mitkonsekratoren waren der Bischof von Porto, Armindo Lopes Coelho, und dessen Amtsvorgänger Júlio Tavares Rebimbas.
Am 8. März 2007 wurde er als Nachfolger des zurückgetretenen Teodoro de Faria zum Bischof von Funchal ernannt.
Im Sommer 2018 verschwand der bereits dreimal des sexuellen Missbrauchs von Kindern beschuldigte und von Carrilho vorläufig amtsenthobene Priester Anastácio Alves spurlos. Die jüngsten Vorwürfe gegen Alves wurden seitens der römisch-katholischen Kirche gegenüber der Polizei verschwiegen; diese erfuhr erst durch die Kinder- und Jugendschutzkommission des portugiesischen Justizministeriums vom Verdacht der Pädokriminalität im Bistum. Auch die Kongregation für die Glaubenslehre leitete kein Verfahren gegen Alves ein.
Am 12. Januar 2019 nahm Papst Franziskus das von António José Cavaco Carrilho vorgebrachte Rücktrittsgesuch an.